# Ђамболоња
Ђовани да Болоња или Ђамболоња (итал. Giovanni da Bologna, Giambologna, фр. Jean (de) Boulogne - право име Жан де Булоњ; Дуе, 1529 — Фиренца, 13. август 1608) био је фламански вајар.
Био је један од најзначајнијих уметника на двору Медичија у Фиренци. Чувен је по својим мермерним и бронзаним скулптурама у стилу касне ренесансе и маниризма.
После раних студија уметности у Антверпену, у Рим је стигао 1550. где је проучавао скулптуру иѕ доба антике. Микеланђело је на њега имао јак утицај, али је стил Ђамболоње био више маниристички, са мање емоције, а више интересовања за обраду површина, елеганцију и лепоту. Папа Пије IV дао му је прву велику наруџбину за колосалну бронзану скулптуру Нептуна и осталих фигура на фонтани у Болоњи. Ђамболоња је провео своје уметнички најпродуктивније године у Фиренци, где се настанио 1553. Ту је постао дворски скулптор за владарску породицу Медичи. Они му касније никада нису допустили да напусти Фиренцу.

## Галерија
- Нептунова фонтана
- Отмица Сабињанки
- Меркур
- Апенино